# Emil Stranianek
Emil Stranianek (* 14. srpna 1961) je bývalý slovenský fotbalista, obránce. Po skončení aktivní kariéry působí jako asistent a trenér v FC Petržalka 1898.

## Fotbalová kariéra
V československé lize hrál za ZŤS Petržalka a Inter Bratislava. V československé lize nastoupil ve 110 utkáních a dal 2 góly. V rakouské bundeslize nastoupil v sezóně 1991/1992 za First Vienna FC ve 22 utkáních. 

## Ligová bilance
| Ročník                                        | Zápasy | Góly | Klub                           |
| --------------------------------------------- | ------ | ---- | ------------------------------ |
| 1. československá fotbalová liga 1981/1982    | 10     | 0    | ZŤS Petržalka                  |
| 1. slovenská národní fotbalová liga 1982/1983 | 13     | 0    | ZŤS Petržalka                  |
| 1. slovenská národní fotbalová liga 1983/1984 | 30     | 3    | ZŤS Petržalka                  |
| 1. československá fotbalová liga 1984/1985    | 25     | 1    | ZŤS Petržalka                  |
| 1. slovenská národní fotbalová liga 1985/1986 | 26     | 4    | ZŤS Petržalka                  |
| 1. slovenská národní fotbalová liga 1986/1987 | 23     | 0    | Inter ZŤS Bratislava-Petržalka |
| 1. slovenská národní fotbalová liga 1987/1988 | 3      | 0    | Slovan CHZJD Bratislava        |
| 1. československá fotbalová liga 1988/1989    | 25     | 0    | Inter Bratislava               |
| 1. československá fotbalová liga 1989/1990    | 29     | 1    | Inter Bratislava               |
| 1. československá fotbalová liga 1990/1991    | 21     | 0    | Inter Bratislava               |
| Rakouská fotbalová Bundesliga 1991/1992       | 22     | 0    | First Vienna FC                |
| CELKEM 1. liga                                | 110    | 2    |                                |
| CELKEM Rakouská fotbalová Bundesliga          | 22     | 0    |                                |